# Gjallarhorn (gruppo musicale)
I Gjallarhorn sono un gruppo folk finlandese, formatosi nel 1994 e ancora in attività.

## Storia del gruppo
Il gruppo nasce come trio formato da Jenny Wilhelms, Christopher Öhman (viola, mandola) e Jacob Frankenhaeuser (didgeridoo), ma diventa un quartetto nel 1996 quando si aggiunge il percussionista.
La formazione principale resta sempre di quattro persone fino a che nel 2005 si aggiunge il flautista Göran Månsson.
Il gruppo si forma al confine con la Svezia, motivo per cui molti dei loro testi (che trattano quasi sempre temi di mitologia norrena) sono in lingua svedese anziché in finlandese.
I Gjallarhorn sono considerati il miglior gruppo folk scandinavo e i più innovativi in termini di sonorità, infatti riescono ad inserire strumenti non tradizionali, come ad esempio il didgeridoo, in musiche tipiche della tradizione norrena.

## Formazione
Attuale:
- Sebastian Åberg, percussioni (2006– )
- Adrian Jones, viola, mandola, kalimba. (2000– )
- Göran Månsson, flauti (2005– )
- Jenny Wilhelms, voce, violino e hardangerfiddle (un particolare violino norvegese) (1994– )
- Martin Kantola, (1996– )

Precedente:
- Jakob Frankenhaeuser, didgeridoo (1994–1996)
- David Lillkvist, percussioni (1996–2002)
- Tommy Mansikka-Aho, didgeridoo, slideridoo e scacciapensieri (1996–2004)
- Christopher Öhman, viola, mandola (1994–2000)
- Sara Puljula, percussioni (2002–2003)
- Petter Berndalen, percussioni (2004–2006)

## Discografia
- Ranarop, 1997
- Sjofn, 2000
- Grimborg, 2002
- Rimfaxe, 2006